# Dominique Alonzo
Dominique Alonzo (* Ende des 19. Jahrhunderts in Paris, Frankreich; † nach 1926) war eine französische Bildhauerin des Art déco.

## Leben und Werk
Alonzo war Schülerin des Bildhauers Alexandre Falguière. Sie stellte ihre Arbeiten von 1912 und 1926 auf dem Salon der Société des Artistes Français aus.
Ihre detaillierten Statuetten zeigen meist mit langen Kleidern gewandete Frauenfiguren, gelegentlich auch Akte und religiöse Themen, seltener männliche Figuren. Die chryselephantinen Arbeiten wurden vielfach aus Bronze und Elfenbein auf Marmorsockeln gefertigt. Die Pariser Bildgießerei Edmond Etling setzte unter anderem ihre Entwürfe handwerklich um.

## Arbeiten (Auswahl)
- La danseuse de flamenco aux castagnettes
- Salome
- La Surprise
- La Liseuse
- Religieuse au portique Groupe
- Buste de femme en costume médiéval
- La Marchande d'Oranges en Kimono
- Un jeune homme au fagot
- Flaneur
- Frileuse
- Sappho
- Le petit vendeur de journaux
- Femme au coffret
- Vedette arabe
- Judith
- Les ramasseuses de fagots